# 樱桃河
樱桃河，是位于上海市闵行区吴泾镇南部的一条河流。北起俞塘，南迄黄浦江，流经华东师范大学闵行校区，交经塘泗汀、蒋家湾、新蒋家湾、乐道河、金英河。长5.36公里，河面宽14米，底宽1米，水深1米多。可通泊15吨以下船舶。

## 历史
原名邢窦湖，因宋元时邢、窦两姓居住湖畔而得名。南宋时，湖面积约为2平方公里。至元末时，湖泊淤积出的土壤肥沃，而且有潮水灌溉，两侧人丁兴旺。
16世纪初，黄浦江水系变迁，湖泊淤积成一狭长河道。明宣德年间，曾在中段建石拱桥一座，称尚义桥。明清时期称莺窦湖、莺脰湖，民国后讹称樱桃汇，现习称樱桃河。